# Soul Bubbles
 (septembre 2016).
Si vous disposez d'ouvrages ou d'articles de référence ou si vous connaissez des sites web de qualité traitant du thème abordé ici, merci de compléter l'article en donnant les références utiles à sa vérifiabilité et en les liant à la section « Notes et références ».
Soul Bubbles est un jeu vidéo d'action et de réflexion réalisé par Mekensleep sorti sur Nintendo DS en 2008.
Il a été édité au Japon par Interchannel sous le titre Awatama.

## Système de jeu
Dans le jeu, le joueur doit transporter des esprits dans les niveaux à l'aide de bulles protectrices. Le personnage que le joueur contrôle avec le stylet
souffle sur les bulles pour les déplacer, peut les gonfler ou les dégonfler, découper une bulle en plusieurs plus petites ou rassembler plusieurs petites bulles
pour en faire une plus grosse. Le joueur peut aussi dessiner une nouvelle bulle.
Dans chaque tableau, le joueur doit s'adapter à l'environnement (passages étroits, vent, pics, animaux attaquants les esprits) pour mener les esprits au but du niveau.
En route, il peut récupérer des calebasses et des poussières d'étoile qui donnent des bonus.

## Scénario
Le personnage principal est un jeune chamane. Au début du jeu, il est initié par un vieux maître. Il doit guider les esprits dans des cubes à chaque fin de niveaux pour s'approcher petit à petit du royaume d'Argatha, royaume où se repose les âmes

## Développement
Soul Bubbles est l'unique jeu de Mekensleep, studio français situé à Paris et créé par Olivier Lejade.

## Récompenses
- Milthon 2008 du jeu de l'année et du meilleur jeu sur console portable